# Erophylla sezekorni
Erophylla sezekorni är en däggdjursart som först beskrevs av Juan Cristóbal Gundlach 1860.  Erophylla sezekorni ingår i släktet Erophylla och familjen bladnäsor. IUCN kategoriserar arten globalt som livskraftig.
Artepitetet i det vetenskapliga namnet hedrar den tyska naturforskaren Eduard Sezekorn.
Inga underarter finns listade i Catalogue of Life. Wilson & Reeder (2005) skiljer mellan 4 underarter.
Denna fladdermus förekommer på Kuba, östra Bahamas, Caymanöarna och Jamaica. Individerna bildar kolonier som har flera hundra till några tusen medlemmar. De vilar vanligen i grottor och letar på natten efter frukter, nektar och pollen eller de jagar insekter. Det finns troligen bara en parningstid per år och ungarna föds under sena våren eller tidiga sommaren. Honor föder vanligen en unge per kull och sällan tvillingar. Erophylla sezekorni använder ekolokaliseringen under flyget och den har antagligen ett bra utvecklad luktsinne för att hitta frukter. Nyfödda ungar är nakna med rosa hud och de har en genomskinlig flygmembran. Ungen diar sin mor ungefär två månader och sedan blir den självständig. Livslängden är antagligen lika som hos andra bladnäsor, alltså cirka 10 år.
Erophylla sezekorni nå en kroppslängd (huvud och bål) av 6,5 till 7,5 cm och en svanslängd av 1,2 till 1,7 cm. Främre lemmarnas längd som bestämmer djurens vingspann är 4 till 5,5 cm. Pälsen har på ryggen en gulbrun färg medan buken är något ljusare. Även huvudet och ansiktet är ljusare än ryggen. Den bladformiga hudfliken på näsan som är kännetecknande för hela familjen förekommer likaså. Artens öron är ungefär lika långa som breda. För att slicka nektar har fladdermusen en lång tunga med papiller på spetsen.